# Cremospermopsis
Cremospermopsis je maleni biljni rod iz porodice gesnerijevki raširen po tropskoj Južnoj Americi. Sastoji se od tri vrste trajnica i polugrmova iz Kolumbije.

## Ime
Sastavljeno od generičkog naziva Cremosperma i grčkog sufiksa όψις, -opsis = nalik, sličan, zbog sličnosti s tim rodom.

## Opis
Kao novi rod u Gesneriaceae, Cremospermopsis je opisan 2002. Njegova postojbina su vrlo vlažne šume u kolumbijskim departmanima Antioquia i susjedni Bolivar. Novi rod s dvije vrste, C. cestroides i C. parviflora, sličan je i može biti povezan s Cremosperma, ali se razlikuje po tome što ima pricvjetne brakteje, nejednake režnjeve čaške i kuglaste bradavičaste sjemenke. Posljednja treća vrsta otkrivena je 2017. To je višegodišnje zeljasto bilje do grmlje, stabljika obično uspravna. Listovi nasuprotni, sjemenke vrlo brojne, više ili manje pravilno okrugle, vrlo sitne, površinski bradavičaste.

## Vrste
1. Cremospermopsis cestroides (Fritsch) L.E.Skog & L.P.Kvist
2. Cremospermopsis galaxias J.L.Clark & Clavijo
3. Cremospermopsis parviflora L.E.Skog & L.P.Kvist